# Campeonato de Primera División 1914 (Argentina)
La Copa Campeonato 1914 fue el vigésimo quinto torneo de la Primera División del fútbol argentino. Se disputó entre el 29 de marzo y el 8 de noviembre por el sistema de todos contra todos, en una sola rueda. Comenzaron catorce equipos, de los cuales uno abandonó la competencia.
El campeón invicto fue el Racing Club, que se consagró tras vencer 2–0 a Ferro Carril Oeste como visitante en la última fecha. De esta manera, alcanzó su segundo título consecutivo, continuando con la histórica serie del heptacampeonato, y logró clasificar a la Copa Ibarguren 1914 contra Rosario Central, campeón de la Copa Nicasio Vila 1914.

## Ascensos y descensos
| Pos | Equipo ascendido |
| --- | ---------------- |
| 1.º | Huracán          |

| Pos  | Equipos descendidos en la temporada 1913 |
| ---- | ---------------------------------------- |
| 14.º | Olivos                                   |
| 15.º | Riachuelo                                |

De esta forma, el número de participantes se redujo a 14.

## Equipos
| Equipo               | Ciudad               |
| -------------------- | -------------------- |
| Banfield             | Banfield             |
| Belgrano Athletic    | Buenos Aires         |
| Boca Juniors         | Buenos Aires         |
| Comercio             | Buenos Aires         |
| Estudiantes          | Buenos Aires         |
| Estudiantil Porteño  | Buenos Aires         |
| Ferro Carril Oeste   | Buenos Aires         |
| Ferrocarril Gran Sud | Remedios de Escalada |
| Huracán              | Buenos Aires         |
| Platense             | Buenos Aires         |
| Quilmes              | Quilmes              |
| Racing Club          | Avellaneda           |
| River Plate          | Buenos Aires         |
| San Isidro           | San Isidro           |

## Tabla de posiciones final
| Pos  | Equipo              | Pts | PJ | G  | E | P | GF | GC | Dif |
| ---- | ------------------- | --- | -- | -- | - | - | -- | -- | --- |
| 1.º  | Racing Club         | 23  | 12 | 11 | 1 | 0 | 42 | 7  | 35  |
| 2.º  | Estudiantes (BA)    | 21  | 12 | 10 | 1 | 1 | 34 | 12 | 22  |
| 3.º  | Boca Juniors        | 15  | 12 | 5  | 5 | 2 | 19 | 11 | 8   |
| 4.º  | Banfield            | 15  | 12 | 7  | 1 | 4 | 16 | 17 | -1  |
| 5.º  | River Plate         | 14  | 12 | 6  | 2 | 4 | 15 | 12 | 3   |
| 6.º  | Huracán             | 11  | 12 | 4  | 3 | 5 | 25 | 22 | 3   |
| 7.º  | Platense            | 10  | 12 | 4  | 2 | 6 | 14 | 17 | -3  |
| 8.º  | San Isidro          | 10  | 12 | 2  | 6 | 4 | 10 | 16 | -6  |
| 9.º  | Estudiantil Porteño | 10  | 12 | 3  | 4 | 5 | 14 | 23 | -9  |
| 10.º | Quilmes             | 10  | 12 | 4  | 2 | 6 | 14 | 24 | -10 |
| 11.º | Belgrano Athletic   | 8   | 12 | 1  | 6 | 5 | 14 | 20 | -6  |
| 12.º | Ferro Carril Oeste  | 6   | 12 | 2  | 2 | 8 | 17 | 30 | -13 |
| 13.º | Comercio            | 3   | 12 | 0  | 3 | 9 | 13 | 36 | -23 |
| -    | Ferrocarril Sud     | -   | -  | -  | - | - | -  | -  | -   |

## Copas nacionales
- Copa Ibarguren: Racing Club
- Copa de Competencia Jockey Club: River Plate
- Copa de Competencia La Nación: Independiente.